# Maromme
Maromme est une commune française située dans le département de la Seine-Maritime en région Normandie.

## Géographie

### Localisation
La commune fait partie de la Métropole Rouen Normandie. Elle fait partie de la banlieue Nord de Rouen.
Maromme possède également un lieu-dit sur les hauteurs de la vallée : La Maine.

### Communes limitrophes
| Saint-Jean-du-Cardonnay | Notre-Dame-de-Bondeville | Notre-Dame-de-Bondeville |
| La Vaupalière           | Maromme                  | Déville-lès-Rouen        |
| La Vaupalière           | Canteleu                 | Déville-lès-Rouen        |

### Géologie et relief
La superficie de la commune est de 401 hectares ; son altitude varie de 11  à   137 mètres.
Maromme possède un domaine forestier vaste de plus de 145 hectares, soit près d'un tiers de la superficie de la commune.
Grâce à la gestion de son parc forestier, (dont elle est propriétaire sur plus de 64 hectares) et de la présence de 7 arbres remarquables sur sa commune (trois séquoias, un noyer, un platane, un cèdre bleu et un hêtre pourpre), Maromme devient la première ville de Normandie à recevoir le prix national de l'arbre,.

### Hydrographie
La commune est située dans le bassin Seine-Normandie. Elle est drainée par le Cailly,.
Le Cailly, d'une longueur de 29 km, prend sa source dans la commune de Cailly et se jette  dans la Seine à Rouen, après avoir traversé douze communes. Les caractéristiques hydrologiques de le Cailly sont données par la station hydrologique située sur la commune de Notre-Dame-de-Bondeville. Le débit moyen mensuel est de 2,6 m3/s. Le débit moyen journalier maximum est de 9,9 m3/s, atteint lors de la crue du 13 décembre 1966. Le débit instantané maximal est quant à lui de 10,7 m3/s, atteint le 26 décembre 1999.

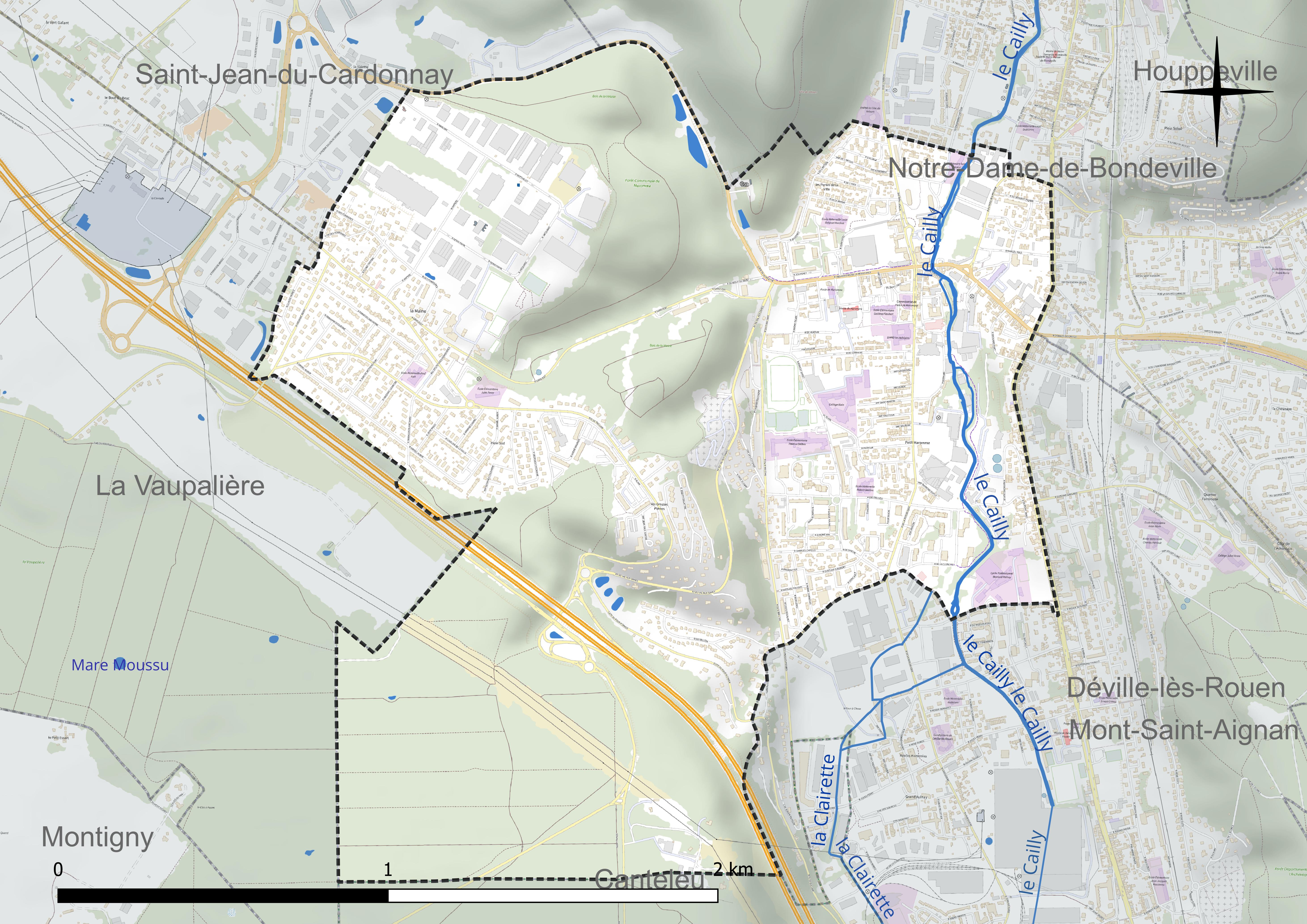
Réseau hydrographique de Maromme.

### Climat
Pour des articles plus généraux, voir Climat de la Normandie et Climat de la Seine-Maritime.
En 2010, le climat de la commune est de type climat océanique altéré, selon une étude du CNRS s'appuyant sur une série de données couvrant la période 1971-2000. En 2020, Météo-France publie une typologie des climats de la France métropolitaine dans laquelle la commune est exposée à un climat océanique et est dans la région climatique Côtes de la Manche orientale, caractérisée par un faible ensoleillement (1 550 h/an) ; forte humidité de l’air (plus de 20 h/jour avec humidité relative > 80 % en hiver), vents forts fréquents. Parallèlement le GIEC normand, un groupe régional d’experts sur le climat, différencie quant à lui, dans une étude de 2020, trois grands types de climats pour la région Normandie, nuancés à une échelle plus fine par les facteurs géographiques locaux. La commune est, selon ce zonage, exposée à un « climat maritime », correspondant au Pays de Caux, frais, humide et pluvieux, légèrement plus frais que dans le Cotentin.
Pour la période 1971-2000, la température annuelle moyenne est de 11 °C, avec une amplitude thermique annuelle de 13,2 °C. Le cumul annuel moyen de précipitations est de 781 mm, avec 12,4 jours de précipitations en janvier et 8,1 jours en juillet. Pour la période 1991-2020, la température moyenne annuelle observée sur la station météorologique la plus proche, située sur la commune de Rouen à 6 km à vol d'oiseau, est de 12,6 °C et le cumul annuel moyen de précipitations est de 817,9 mm,. Pour l'avenir, les paramètres climatiques de la commune estimés pour 2050 selon différents scénarios d’émission de gaz à effet de serre sont consultables sur un site dédié publié par Météo-France en novembre 2022.

## Urbanisme

### Typologie
Au 1er janvier 2024, Maromme est catégorisée grand centre urbain, selon la nouvelle grille communale de densité à sept niveaux définie par l'Insee en 2022.
Elle appartient à l'unité urbaine de Rouen, une agglomération inter-départementale regroupant 50  communes, dont elle est une commune de la banlieue,,. Par ailleurs la commune fait partie de l'aire d'attraction de Rouen, dont elle est une commune du pôle principal,. Cette aire, qui regroupe 317 communes, est catégorisée dans les aires de 200 000 à moins de 700 000 habitants,.

### Occupation des sols
L'occupation des sols de la commune, telle qu'elle ressort de la base de données européenne d’occupation biophysique des sols Corine Land Cover (CLC), est marquée par l'importance des territoires artificialisés (57,4 % en 2018), une proportion sensiblement équivalente à celle de 1990 (57,3 %). La répartition détaillée en 2018 est la suivante : 
zones urbanisées (46,1 %), forêts (42,5 %), zones industrielles ou commerciales et réseaux de communication (11,3 %), terres arables (0,1 %). L'évolution de l’occupation des sols de la commune et de ses infrastructures peut être observée sur les différentes représentations cartographiques du territoire : la carte de Cassini (XVIIIe siècle), la carte d'état-major (1820-1866) et les cartes ou photos aériennes de l'IGN pour la période actuelle (1950 à aujourd'hui).

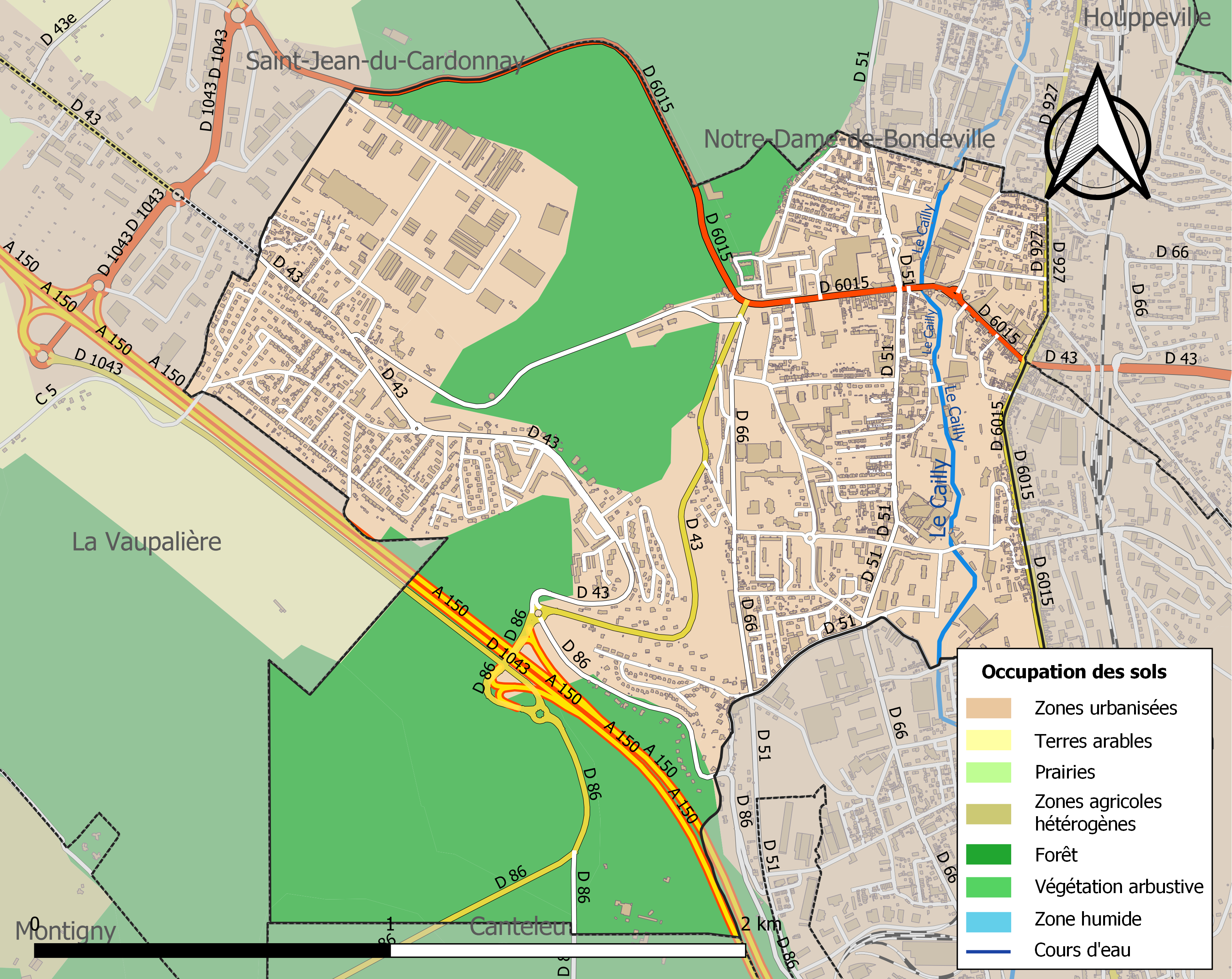
Carte des infrastructures et de l'occupation des sols de la commune en 2018 (CLC).

### Morphologie urbaine
Il existe plusieurs quartiers :
- les Belges ;
- la Côté de Velours ;
- le Val aux Dames ;
- la Clérette ;
- les Grosses Pierres ;
- la Maine ;
- la Commune ;
- le Moulin à Poudre ;
- le Centre-Ville ;
- Binche ;
- Clair-Joie.

### Logement
En 2012, le nombre total de logements dans la commune était de 5 616, alors qu'il était de 5 500 en 1999.
Parmi ces logements, 94,9 % étaient des résidences principales, 0,3 % des résidences secondaires et 4,7 % des logements vacants. Ces logements étaient pour 30,4 % d'entre eux des maisons individuelles et pour 69,5 % des appartements.
La proportion des résidences principales, propriétés de leurs occupants était de 35,0 %, en diminution par rapport à 2007 (36,3 %). La part de logements HLM loués vides (logements sociaux) était de 48,3 %.

### Voies de communication et transports
Six lignes de bus du réseau Astuce sillonnent les rues de Maromme :
- le T2 relie la Mairie Victor-Schœlcher à Notre-Dame-de-Bondeville à Tamarelle à Bihorel ;
- le 8 relie Ile Lacroix à Rouen à Longs Valons ou École Moulin à Notre-Dame-de-Bondeville ;
- le F4 relie Hameau de Frévaux à Malaunay à Mont-Riboudet Kindarena à Rouen ;
- le 26 relie la Gare routière à Rouen à Bérat à Maromme puis vers différentes directions (exploitée par la VTNI) ;
- le 529 relie la Gare routière à Rouen à Route de Montville à Malaunay puis vers différentes directions (exploitée par la VTNI) ;
- le t35 est une ligne de taxis collectifs qui relie Sente d'Houdeville à Canteleu à Bérat à Maromme.

La gare de Maromme sur la ligne de Paris-Saint-Lazare au Havre est située sur les communes de Notre-Dame-de-Bondeville et de Déville-lès-Rouen.

## Toponymie
Le nom de la localité est attesté sous la forme Matrona en 1028 - 1034, Marrona vers 1135, Marrone en 1156-1162, Marrona en 1154-1175, Maronam vers 1175, Marrona en 1180, Marrone en 1198, Marrona en 1210, Marronne en 1234, Marronam en 1235, Marrona en 1271, Maroma en 1271, Marroma au XIIIe siècle.
Matrona (celtique *Mātronā) est basé sur le thème celtique *mātr « mère », dérivé en -onā, d'où la signification de « grande mère » cf. la Marne et le moyen gallois Modron, nom d'une déesse. Malgré les apparences, le terme n'est pas issu du latin matrona, qui est cependant un proche parent du mot celtique.
Homonymie avec les noms de la Marne, Marronne à Bazenville, Mayronnes, Meyronne, etc..
Remarque : alors qu'ailleurs, le [n] s'est conservé, on observe pour Maromme, un passage de [n] à [m] à la fin du XIIIe siècle. Il a pu se produire spontanément ou alors être motivé par la finale des noms d'îles et de villages au bord de l'eau du type le Hom ou -(h)omme. Cet appellatif toponymique est issu de l'ancien scandinave holmr « îlot, terre entourée d'eau, prairie inondée » devenu Houlme (cf. le Houlme), Hom ou -(h)omme dans Engohomme au XIe (à Martot, ancien nom d'une île entre Seine et Eure); île Meuromme (Seine-Maritime, Freneuse, XIXe siècle) cf. aussi le toponyme anglais Marholm. En revanche, c'est l'inverse qui s'est produit pour Petit- et Grand-Couronne (Seine-Maritime, Corhulma en 1032 - 1035).

## Histoire

### Une vallée favorable au développement

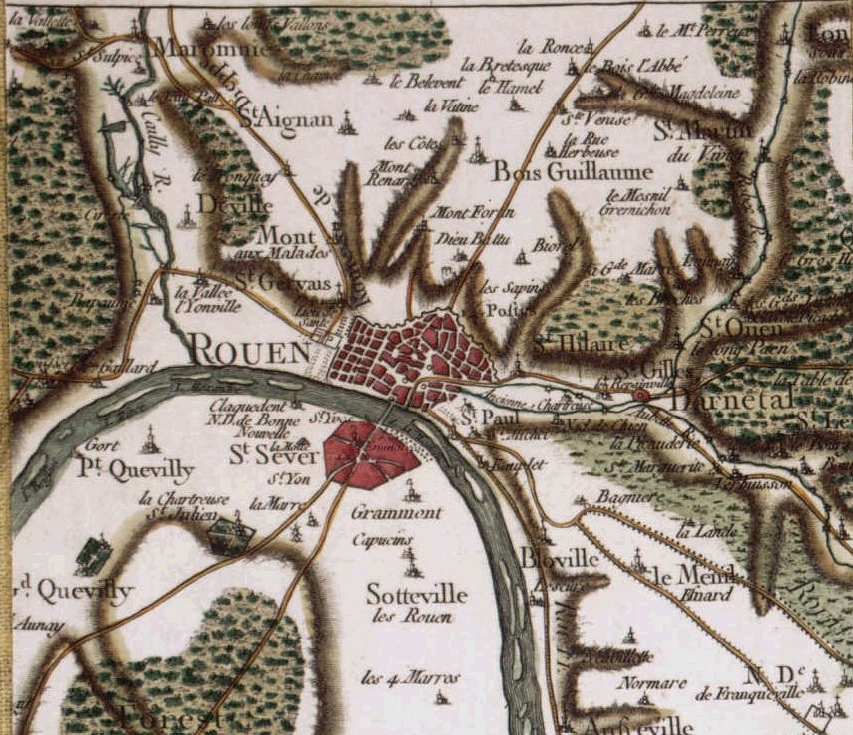
Carte de Cassini du XVIIIe siècle.

L'occupation de la vallée du Cailly est ancienne ; des terres fertiles, la présence d'une rivière aux eaux vives et d'un couvert forestier à proximité s'avérant des conditions favorables à l'implantation des hommes. La découverte de pierres taillées laisse suggérer la présence d'une communauté de chasseurs-cueilleurs dès l'époque moustérienne, voici quelque 30 à 40 000 ans.
L'endroit a certainement été utilisé par les Celtes (Gaulois) comme lieu de culte, d'où son nom de Matrona « déesse mère », particulièrement vénérée au bord des rivières, dans ce cas le Cailly, rivière qui coule sur ce territoire. Également, il est état d'une occupation romaine dans la vallée du Cailly, grâce à un axe gallo-romain reliant Rouen et Cailly. En revanche, peu de vestiges de la période romaine ont été mis au jour,
Le village de Marrona ou Matrona appartenait à l’abbaye de Fécamp à partir de 1034.
Maromme aurait accueilli une léproserie en 1257 mais il n’en reste aucune trace actuellement. Il est peut-être état de confusion avec celle de Saint-Gervais, fondée par les abbés de Fécamp. En réalité, il ne s'agirait que d'un lieu accueillant les malades de Saint-Gervais. De même, une chapelle dédiée à saint Sulpice, datant du XIIIe siècle, se trouvait sur la commune et donnait lieu à un pèlerinage. Elle était encore mentionnée au XVIIIe siècle sur les cartes de Cassini.
L'église Saint-Martin, encore présente actuellement, fut édifiée au XIIIe siècle. Étant devenue trop exiguë et dangereuse (l’une des cloches tomba en 1836), elle fut reconstruite de 1852 à 1869 dans le style néogothique du XVIIIe siècle par le conseil de la fabrique sous la direction de Jacques-Eugène Barthélémy, architecte diocésain.
Appartenant à l'Hôtel-Dieu de la Madeleine de Rouen à l'époque, le fief de Maromme fait l'objet d'une acquisition le 12 août 1763 par Jean-Claude Trugard, lieutenant général de police de Rouen et laïc. La commune est constituée en seigneurie et Jean-Claude Trugard devient alors le premier seigneur de Maromme. Les papiers de la seigneurie se trouvent aujourd’hui conservés aux archives départementales sous la cote 104 J et regroupent des documents s'échelonnant entre le XVe et le XVIIIe siècle.

### Vocation industrielle et prépondérance à l'industrie textile

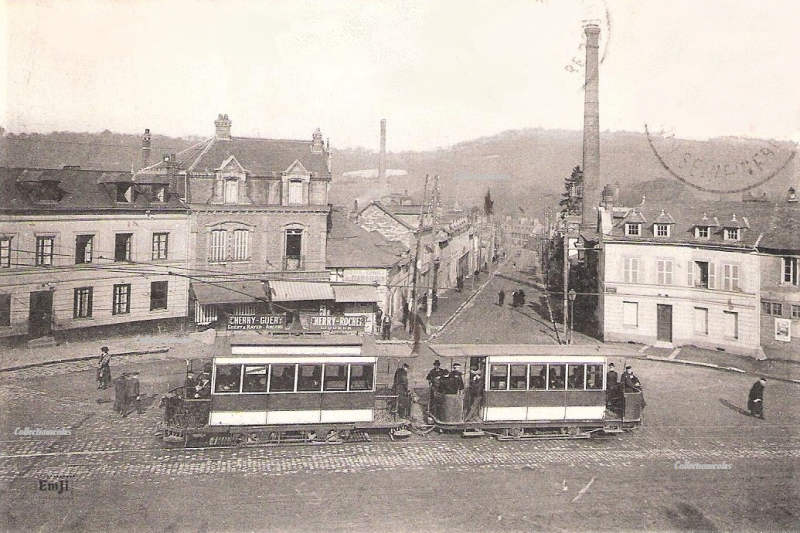
Carrefour de la demi-lune au début du XXe siècle.

Au cœur de la vallée du Cailly, appelée « la petite vallée de Manchester », Maromme a bénéficié d'une situation géographique idéale pour le développement industriel. Même si le débit du Cailly se révèle être « assez faible », la pente importante et le dénivelé de la rivière rend le courant très rapide et la force vive considérable. Seule source d’énergie jusqu'à la première moitié du XVIIIe siècle, les industries nécessitant une force motrice s'implantaient donc naturellement sur la commune. C'est dans ce contexte favorable que Maromme a vu apparaître ses premières industries textiles (filature, tissage, retordage) tandis que l'industrie de fabrication de papier, de blé, de bois de teinture, d'indigo etc. existe dès le XVe siècle.
Ces industries cotonnières ont connu une prospérité croissante sur la commune, et ont permis ensuite l'essor de fabrique d'indiennes (impression sur étoffes) grâce aux eaux limpides du Cailly et aux vastes prairies de la vallée permettant d'exposer le tissu à l'air libre pendant plusieurs semaines.
Construit sous le règne d'Henri IV, le moulin à poudre de Maromme, dont l'édifice est encore visible aujourd'hui, fut la fonderie de canon du royaume de France jusqu'à son arrêt en 1834. Il est d'ailleurs fait état de deux explosions très importantes en 1771 et 1803, dont les déflagrations se seraient fait sentir jusqu'à Rouen.
Maromme connaît durant cette période une explosion démographique et voit sa population tripler. En 1879, Maromme comptait 2 795 habitants. Les activités de la ville étaient la filature, le tissage et le retordage de coton, la fabrique d’indiennes (toiles peintes), la blanchisserie, la teinturerie, la corderie, la tannerie et le commerce de cidre. La commune comptait près de 200 usines au milieu du XIXe siècle.
L'afflux de travailleurs venus de la campagne pour travailler dans les usines entraîne la construction des premiers quartiers ouvriers. Cet exode rural entraine une transformation importante de la ville. Ainsi en 1840, Maromme se dote de son premier marché de plein air, puis en 1842, une mairie-école est édifiée.
Du côté des transports, Maromme voit l'arrivée du chemin de fer en 1847, suivi d'un réseau important de tramway en 1873. L'éclairage public des rues débute en 1875, tandis que se met en place la distribution de l'eau potable dès 1881 avec l'industriel Charles Besselièvre.
Vers 1880, à la suite de la crise cotonnière (1861-1865), la vallée du Cailly voit apparaître un mouvement de conversion industrielle. Des nouvelles industries comme le chanvre ou la laine vont s'implanter sur la commune avec beaucoup plus de succès, souvent dans les anciens locaux de filature de coton laissés vacants. Les usines vont se moderniser et l'arrivée de la machine à vapeur va peu à peu remplacer la force hydraulique.
L'industrie cotonnière restera prédominante à Maromme jusqu'en 1935, marque du déclin.

### DuXXesiècleà nos jours
L'ère du coton s'achève définitivement au milieu du XXe siècle à Maromme. Elle laisse la place à des entreprises comme la fonderie Senard, l'imprimerie Féré ou encore la scierie Boury, toutes nées au début du siècle dernier.

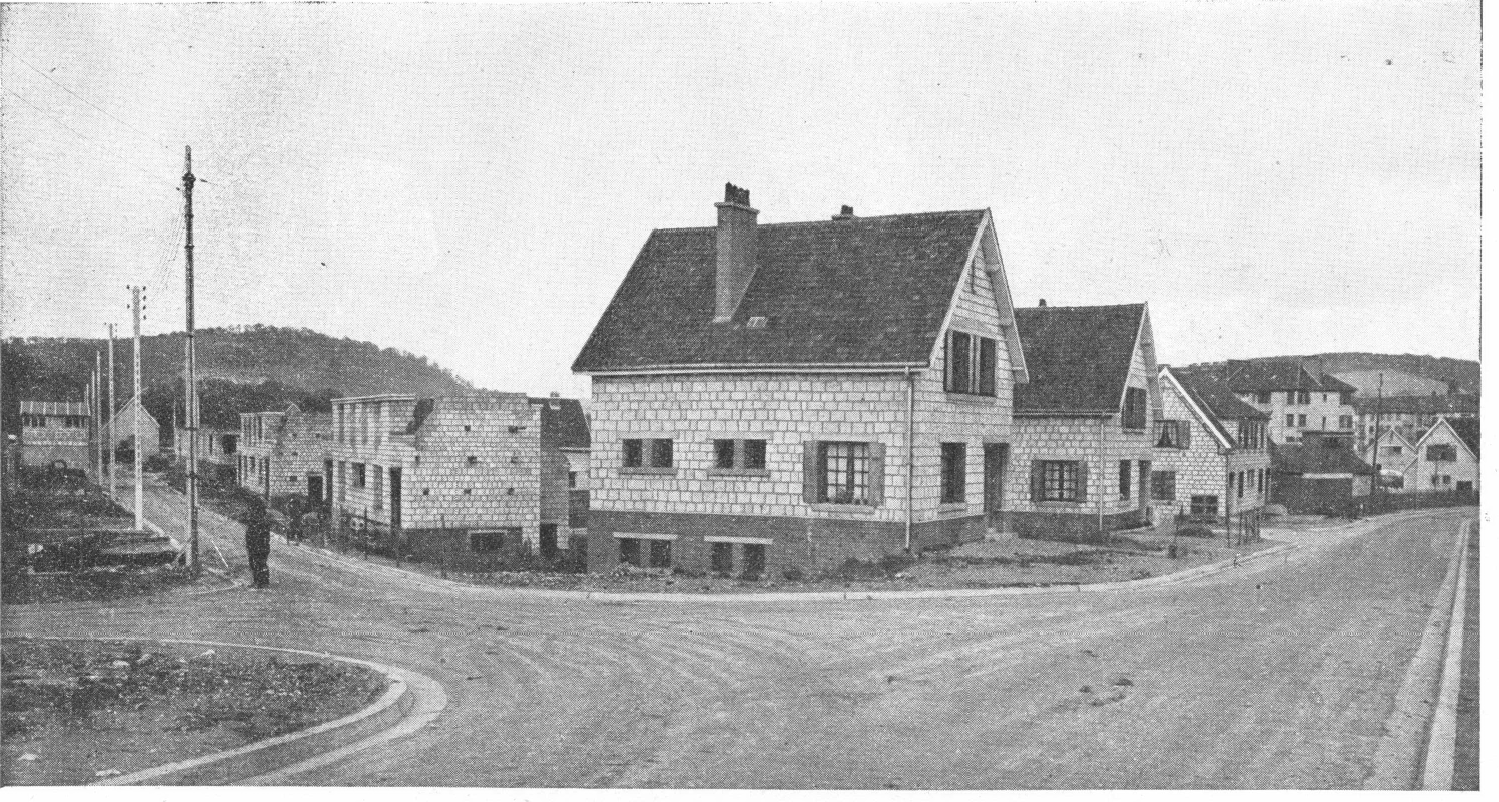
Construction du quartier pavillonnaire Clair-Joie dans les années 50

Peu à peu, l'accès à la voiture individuelle transforme le territoire marommais. La commune fut relativement épargnée par les bombardements de la Seconde Guerre mondiale, grâce notamment au résistant marommais René Delisle, qui participera à une vague campagne de désinformation auprès des Allemands afin d'éviter le bombardement des industries sur la ville en 1944.
Après la Seconde Guerre mondiale, Paul Vauquelin, ancien résistant devenu maire de Maromme jusqu'en 1977, entreprit d'importants projets de construction urbaine. De nouveaux quartiers sont créés (quartier du Stade, Clair-Joie), ainsi que de grands ensembles sortent de terre (Tours Auvergne et Bourbonnais). Les infrastructures urbaines sont également remodelées (création et extension du réseau routier, développement des réseaux d'éclairage public et d'adduction à l'eau). La maison de retraite, le groupe scolaire Thérèse-Delbos, le collège Alain ou encore le stade sont édifiés à cette période.
Dans les années 1970, l'urbanisation s'intensifie avec le changement de municipalité et l'arrivée de Colette Privat en 1977, maire communiste jusqu'en 1998. Pour lutter contre la crise du logement, de nombreux programmes HLM sont mis en place sur l'ensemble de la commune et un nouveau quartier sort de terre (Quartier des Portes de la Ville). La reconstruction du centre-ville donne leur place à plusieurs squares, parcs et jardins.
L'accès à l'éducation, à la culture, aux sports et aux loisirs est alors au cœur des préoccupations. Le complexe sportif Rabelais, l'espace culturel Beaumarchais ou encore le lycée reconstruit Bernard-Palissy ouvrent leurs portes à la fin du XXe siècle.
Le développement urbain se poursuit au début du XXIe siècle. Des infrastructures telles que la médiathèque le Séquoia, la maison municipale des Associations, l'EHPAD Les Aubépins, le centre commercial Poudrerie Royale, le SHED - centre d'art contemporain de Normandie…, sont créées. Maromme poursuit l'amélioration du cadre de vie de ses habitants.

## Politique et administration

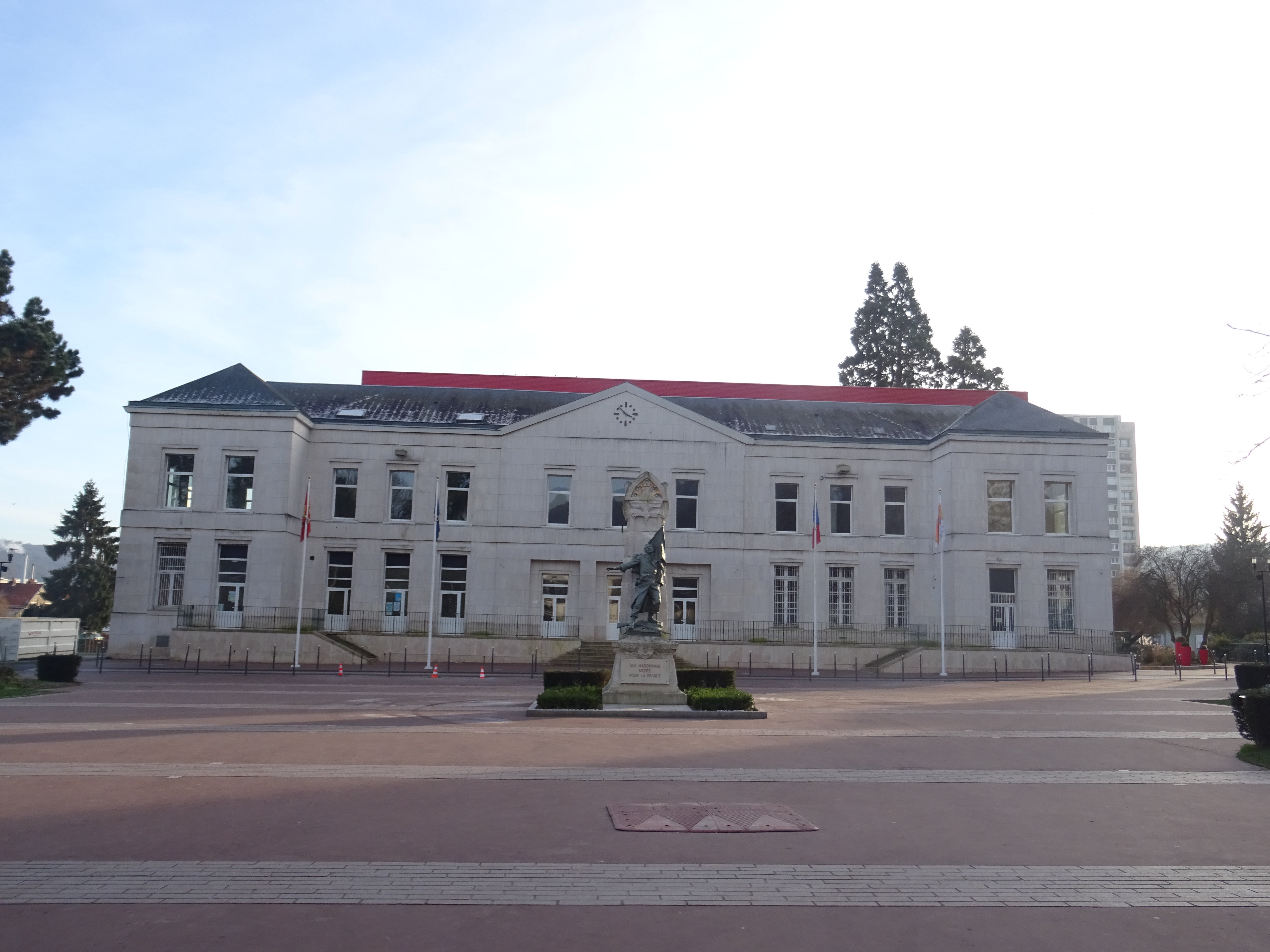
Ancienne mairie de Maromme.

### Administration municipale
Le nombre d'habitants au dernier recensement étant compris entre 10 000 et 19 999, le nombre de membres du conseil municipal est de 33.

### Jumelages
Au 16 janvier 2023, Maromme est jumelée avec :
- Binche (Belgique) depuis 1964 ;
- Norderstedt (Allemagne) depuis 1966[36] ;
- Signa (Italie) depuis 1995 ;

## Population et société

### Démographie
L'évolution du nombre d'habitants est connue à travers les recensements de la population effectués dans la commune depuis 1793. Pour les communes de plus de 10 000 habitants les recensements ont lieu chaque année à la suite d'une enquête par sondage auprès d'un échantillon d'adresses représentant 8 % de leurs logements, contrairement aux autres communes qui ont un recensement réel tous les cinq ans,.

En 2022, la commune comptait 11 005 habitants, en évolution de +0,58 % par rapport à 2016 (Seine-Maritime : +0,35 %, France hors Mayotte : +2,11 %).
| 1793  | 1800  | 1806  | 1821  | 1831  | 1836  | 1841  | 1846  | 1851  |
| ----- | ----- | ----- | ----- | ----- | ----- | ----- | ----- | ----- |
| 1 259 | 1 182 | 1 442 | 1 329 | 2 411 | 2 956 | 3 031 | 3 280 | 2 933 |

| 1856  | 1861  | 1866  | 1872  | 1876  | 1881  | 1886  | 1891  | 1896  |
| ----- | ----- | ----- | ----- | ----- | ----- | ----- | ----- | ----- |
| 3 124 | 3 101 | 2 829 | 2 861 | 2 795 | 3 092 | 3 359 | 3 433 | 3 576 |

| 1901  | 1906  | 1911  | 1921  | 1926  | 1931  | 1936  | 1946  | 1954  |
| ----- | ----- | ----- | ----- | ----- | ----- | ----- | ----- | ----- |
| 3 860 | 3 998 | 4 128 | 3 998 | 4 055 | 4 107 | 4 501 | 4 896 | 6 051 |

| 1962  | 1968   | 1975   | 1982   | 1990   | 1999   | 2006   | 2011   | 2016   |
| ----- | ------ | ------ | ------ | ------ | ------ | ------ | ------ | ------ |
| 7 978 | 10 107 | 11 622 | 12 431 | 12 744 | 12 411 | 11 865 | 11 349 | 10 942 |

| 2021   | 2022   | - | - | - | - | - | - | - |
| ------ | ------ | - | - | - | - | - | - | - |
| 11 024 | 11 005 | - | - | - | - | - | - | - |

### Enseignement
Plusieurs écoles sont présents sur la commune :
- école maternelle Paul-Fort (la Maine)
- école maternelle Lucie-Delarue-Mardrus
- école primaire Gustave-Flaubert
- école primaire Robert-Desnos
- école primaire Thérèse-Delbos
- école primaire Jules-Ferry (la Maine)

et trois collèges et lycées :
- collège Alain
- lycée professionnel Bernard-Palissy
- lycée Sainte-Thérèse (privé)

### Sport
- Volley-ball: AL Canteleu-Maromme VB
- Badminton: Maromme Déville Mont Saint Aignan Badminton
- Football: ALDM Football
- Athlétisme: EMSAM Athlétisme

## Culture locale et patrimoine

### Lieux et monuments

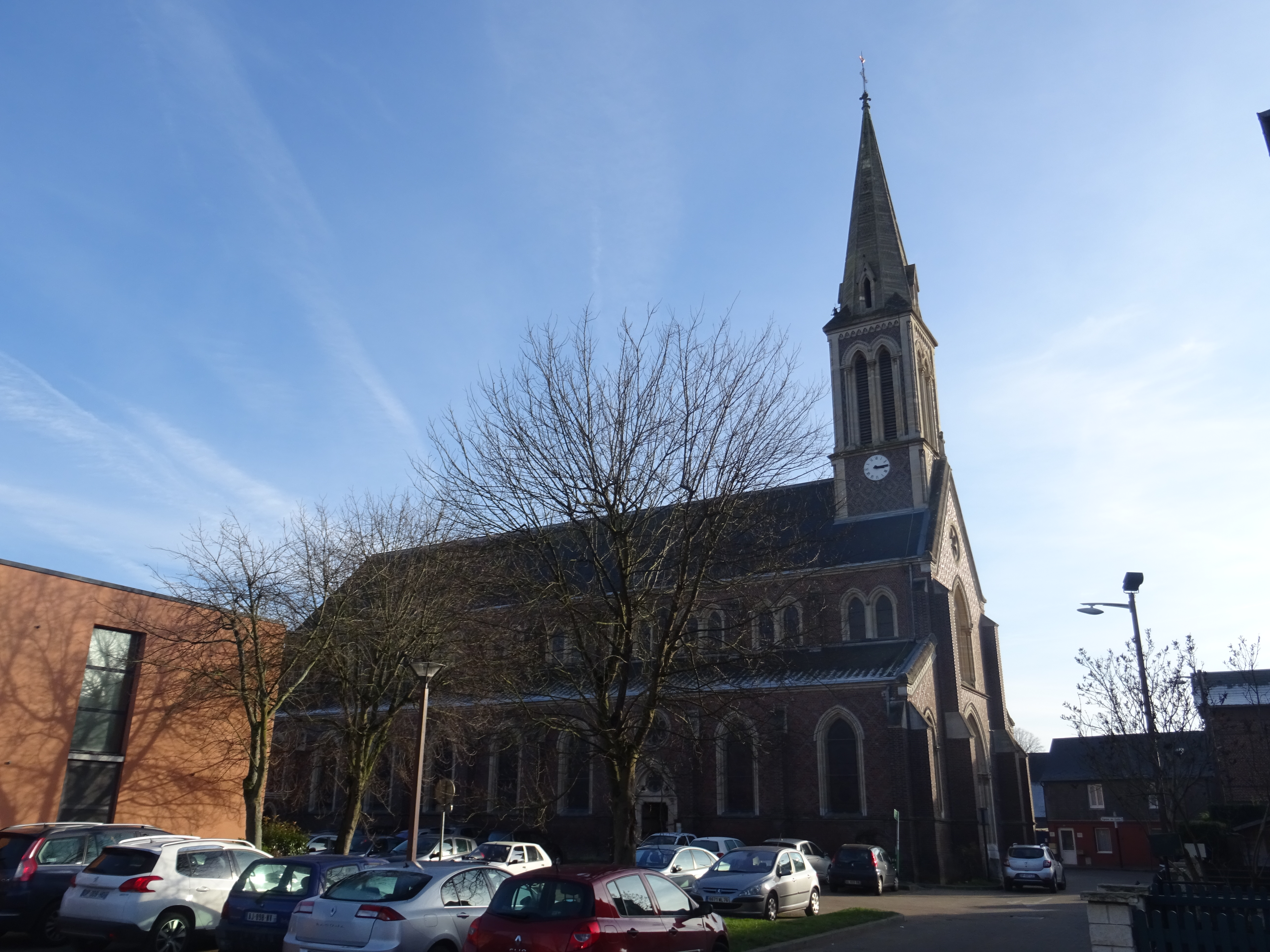
L'église Saint-Martin.

- Église Saint-Martin (1852-1869), édifice néo-gothique dû à Eugène Barthélémy.
- La roue Tifine, roue à aubes, symbole du passé industriel de la ville, aujourd'hui exposée en entrée de ville
- Le SHED, centre d'art contemporain de Normandie installé dans un ancien hôtel particulier à colombages de style normand.

### Personnalités liées à la commune
- Aimable Pélissier (1794-1864), militaire devenu maréchal de France, y est né.
- Désiré François Laugée (1823-1896), peintre, y est né.
- Charles Besselièvre (1830-1894), industriel, y est né.
- Léon Monet (1836-1917), frère de Claude Monet, y est mort.
- Georges Chedanne (1861-1940), architecte, y est né.
- Georges Bradberry (1878-1959), peintre de l'École de Rouen, y est né
- Lucien Duquesne (1900-1991), natif de Maromme, athlète français de fond et de demi-fond, champion de France et sélectionné à trois reprises aux Jeux olympiques.

### Héraldique
| Armes de Maromme | Les armes de la commune de Maromme se blasonnent ainsi : taillé au 1) de gueules à la ruche d’or mouvant du trait de la partition, au 2) d’or aux trois cheminées de gueules de tailles croissantes vers senestre et issantes des quatre toits d’usine du même mouvant de la pointe ; le tout sommé d’un chef de sinople chargé de trois abeilles d’or. |